# Harkivți, Stara Sîneava
Harkivți (în ucraineană Харківці) este o comună în raionul Stara Sîneava, regiunea Hmelnîțkîi, Ucraina, formată numai din satul de reședință.
Localitatea face parte din regiunea istorică Volânia, iar după tratatul de pace de la Riga din 1921 a devenit parte a Uniunii Sovietice.

## Demografie
Componența lingvistică a comunei Harkivți
     Ucraineană (99,58%)
     Alte limbi (0,42%)
Conform recensământului din 2001, majoritatea populației comunei Harkivți era vorbitoare de ucraineană (99,58%), existând în minoritate și vorbitori de alte limbi.